# Gilberto Silva
Gilberto Aparecido da Silva (kortweg Gilberto) (Lagoa da Prata, 7 oktober 1976) is een voormalig Braziliaans voetballer van onder andere Arsenal en het Braziliaans nationaal voetbalelftal en speelde bij voorkeur als verdedigende middenvelder of centrale verdediger.

## Biografie
Als kind leefde Gilberto samen met zijn vader, moeder en zus. Zijn vader was metaalarbeider en zijn moeder was een huisvrouw. In 1988 sloot Gilberto (toen pas 12 jaar oud) zich aan bij voetbalclub América FC. Hij leerde (overigens van zijn vader) om meubilair te maken. In 1993, toen de vader van Gilberto met pensioen ging, moest Gilberto zijn familie voorzien. Hij hield op met voetbal en ging in een snoepfabriek werken.

## Carrière
In 1997 weten zijn vrienden hem te overtuigen om weer te voetballen. Hij kwam weer terug bij América en speelde daar in de defensie. Hij was daar een belangrijke speler terwijl sommige fans hem ook bekritiseerden.
In 2000 ging hij spelen voor Atlético Mineiro. In zijn eerste seizoen brak Gilberto zijn scheenbeen en speelde veel wedstrijden niet. In het tweede seizoen werd Gilberto als verdedigende middenvelder door coach Carlos Alberto Parreira en met succes. Hij was op die positie een sterspeler geworden. Arsenal FC kocht Gilberto in 2002, daar speelde hij tot 2008. Met Arsenal werd hij landskampioen in 2004 en won hij de FA Cup in 2003 en 2005. Sinds 2008 komt hij uit voor het Griekse Panathinaikos FC. In 2011 besloot hij weer terug naar Brazilië te vertrekken, hij tekende een 2-jarig contract bij Gremio.
Op 4 augustus 2006 was hij, als speler van Arsenal, de eerste die scoorde in het nieuwe DSB Stadion van AZ. Arsenal won de openingswedstrijd in Alkmaar met 3-0. Behalve Gilberto scoorden Emmanuel Adebayor en Robin van Persie.

### Internationale carrière
Verrassend was dat Gilberto in 2002 werd geselecteerd voor het WK 2002 met het Braziliaans nationaal voetbalelftal. Op het toernooi speelde hij elk wedstrijd (inclusief de finale).
Door zijn goede optreden op dat WK kreeg hij veel aandacht van Europese clubs, onder andere de Engelse clubs Arsenal en Aston Villa. Bij de eerstgenoemde tekende hij op 7 augustus 2002 en werd hij gekocht voor 6 miljoen euro.

## Erelijst
América Mineiro
- Campeonato Brasileiro Série B: 1997

 Arsenal
- Premier League: 2003/04
- FA Cup: 2002/03, 2004/05
- FA Community Shield: 2002,2004

 Panathinaikos
- Super League: 2009/10
- Beker van Griekenland: 2009/10

 Atlético Mineiro
- CONMEBOL Libertadores: 2013

 Brazilië
- FIFA WK: 2002
- FIFA Confederations Cup: 2005, 2009
- CONMEBOL Copa América: 2007